# Pseudofentonia ocularis
Pseudofentonia ocularis är en fjärilsart som beskrevs av Semper 1898. Pseudofentonia ocularis ingår i släktet Pseudofentonia och familjen tandspinnare. Inga underarter finns listade i Catalogue of Life.